# 彩斑棋
彩斑棋（Splotch），是L. Lynn Smith在2003年推出的兩人棋類。

## 棋具
- 採用4*4*4的六角格棋盤。
- 棋子共用，可堆疊，分紅、藍、綠三種顏色，每種枚數等於棋格總數。

## 規則
- 空秤開局。
- 每方輪流放一枚和上回敵方異色的棋子於空格或棋疊，不可將放在有同色棋子的棋疊。放置後，在周鄰空格與棋疊各放一枚新下子的同色棋。
  - 造成任何棋疊有兩枚同色棋，就將該些棋疊全移回棋盅。
  - 造成任何棋疊三枚皆異色棋，該行動玩家就將該些棋疊移除作為分數。
- 已先獲得三色各十枚棋子獲勝[1]。

## 外部連結
- 遊戲介紹 （页面存档备份，存于）
- 遊戲下載